# Liège-Bastogne-Liège (kobiecy) 2018
2. edycja kobiecego wyścigu kolarskiego Liège-Bastogne-Liège odbyła się 22 kwietnia 2018 roku w Belgii. Trasa wyścigu liczyła 135,5 km, zaczynając się w mieście Bastogne, zaś kończąc w Ans. Wyścig wygrała Holenderka Anna van der Breggen, dla której było to drugie z rzędu zwycięstwo w tym wyścigu oraz czwarte w tym sezonie w cyklu UCI Women’s World Tour. Kolejne miejsca na podium zajęła Australijka Amanda Spratt oraz Holenderka Annemiek van Vleuten.
Liège-Bastogne-Liège był dziewiątym w sezonie wyścigiem cyklu UCI Women’s World Tour, będącym serią najbardziej prestiżowych zawodów kobiecego kolarstwa. Poza wyścigiem kobiecym tego samego dnia, lecz na dłuższej trasie zorganizowano również wyścig mężczyzn.

## Wyniki
| M-ce | Imię i nazwisko        | Kraj              | Drużyna                            | Czas       |
| ---- | ---------------------- | ----------------- | ---------------------------------- | ---------- |
| 1.   | Anna van der Breggen   | Holandia          | Boels Dolmans                      | 3h 34' 23" |
| 2.   | Amanda Spratt          | Australia         | Mitchelton-Scott                   | + 6"       |
| 3.   | Annemiek van Vleuten   | Holandia          | Mitchelton-Scott                   | + 58"      |
| 4.   | Ashleigh Moolman       | Południowa Afryka | Cervélo–Bigla                      | + 1' 00"   |
| 5.   | Ellen van Dijk         | Holandia          | Team Sunweb                        | + 1' 13"   |
| 6.   | Sabrina Stultiens      | Holandia          | WaowDeals                          | + 1' 13"   |
| 7.   | Pauline Ferrand-Prévot | Francja           | Canyon–SRAM                        | + 1' 13"   |
| 8.   | Megan Guarnier         | Stany Zjednoczone | Boels Dolmans                      | + 1' 13"   |
| 9.   | Shara Gillow           | Australia         | FDJ Nouvelle-Aquitaine Futuroscope | + 1' 13"   |
| 10.  | Rossella Ratto         | Włochy            | Cylance Pro Cycling                | + 1' 13"   |
|      |                        |                   |                                    |            |
| 14.  | Katarzyna Niewiadoma   | Polska            | Canyon–SRAM                        | + 1' 29"   |
| 21.  | Małgorzata Jasińska    | Polska            | Movistar Team                      | + 2' 34"   |
| 36.  | Katarzyna Pawłowska    | Polska            | Team Virtu                         | + 2' 38"   |
| DNF  | Agnieszka Skalniak     | Polska            | Experza–Footlogix                  | -          |